# 릴리엔펠트군

릴리엔펠트군의 위치

릴리엔펠트군(독일어: Bezirk Lilienfeld)은 오스트리아 니더외스터라이히주에 위치한 군으로 행정 중심지는 릴리엔펠트이며 면적은 931.65km2, 인구는 25,380명(2023년 기준), 인구 밀도는 27명/km2이다. 서쪽으로는 샤입스군, 북쪽으로는 장크트푈텐란트군, 북동쪽으로는 바덴군, 동쪽으로는 비너노이슈타트란트군, 노인키르헨군, 남쪽으로는 슈타이어마르크주 브루크뮈르추슐라크군과 접한다.

## 하위 행정 구역
2개 도시, 6개 시장도시, 8개 일반 시를 관할한다.
- 도시
  - 하인펠트(Hainfeld)
  - 릴리엔펠트(Lilienfeld)
- 시장도시
  - 호엔베르크(Hohenberg)
  - 카움베르크(Kaumberg)
  - 장크트에기트암노이발데(St. Aegyd am Neuwalde)
  - 장크트파이트안데어괼젠(St. Veit an der Gölsen)
  - 트라이젠(Traisen)
  - 튀르니츠(Türnitz)
- 일반 시
  - 아나베르크(Annaberg)
  - 에셰나우(Eschenau)
  - 클라인첼(Kleinzell)
  - 미터바흐암에를라우프제(Mitterbach am Erlaufsee)
  - 람자우(Ramsau)
  - 로어바흐안데어괼젠(Rohrbach an der Gölsen)